# Koniec żartów
Koniec żartów – pierwszy album szczecińskiego rapera Łony, wydany w 2001 roku przez Asfalt Records. Płytę promują klipy „Rozmowa” oraz „Hiphop Non Stop”. Album jest w całości wyprodukowany przez producenta Webbera.
Pochodzący z albumu utwór pt. „Rozmowa” znalazł się na 72. miejscu listy „120 najważniejszych polskich utworów hip-hopowych” według serwisu T-Mobile Music.

## Lista utworów
Opracowano na podstawie materiału źródłowego.
1. „Jak nagrać 1szą płytę?” (produkcja, muzyka: Webber) – 2:03
2. „My się znamy??? (produkcja, muzyka: Webber) – 2:27[A]
3. „Włamywacz” (produkcja, muzyka: Webber) – 2:47
4. „Konewka (skit)” (produkcja, muzyka: Webber) – 1:46
5. „O jak dobrze (Full Flejwor Rimejk)” (produkcja, muzyka: Webber, Łona) – 2:35[B]
6. „Helmut, rura!” (produkcja, muzyka: Webber) – 5:02
7. „Raperzy są niedobrzy” (produkcja, muzyka: Webber, Łona) – 3:15
8. „Fruźki wolą optymistów” (produkcja, muzyka: Webber, scratche: DJ Twister) – 2:26
9. „Żadnych gości” (produkcja, muzyka: Webber, gościnnie: 3ekon, Nieoczekiwany Gość, Paco) – 4:38
10. „Bądźmy poważni (skit)” (produkcja, muzyka: Webber, Łona) – 0:54
11. „Nic z tego nie będzie” (produkcja, muzyka: Webber) – 3:46
12. „Rozmowa” (produkcja, muzyka: Webber) – 3:04
13. „Biznesmen” (produkcja, muzyka: Webber) – 2:02[C]
14. „Rozterki młodego rapera (skit)” (produkcja, muzyka: Webber, gościnnie: Bogumił Rapszyt) – 0:45
15. „Emilia chce spać” (produkcja, muzyka: Webber, gościnnie: Emilia) – 4:28
16. „Hiphop Non Stop” (produkcja, muzyka: Webber) – 1:57

Notatki
- A^ Z wykorzystaniem sampli pochodzących z piosenki „Bla Bla Bla” w wykonaniu Fisza[5].
- B^ Z wykorzystaniem sampli pochodzących z piosenki „Let There Be Love” w wykonaniu Nata Kinga Cole’a i George’a Shearinga[5].
- C^ Z wykorzystaniem sampli pochodzących z piosenki „Enjoy Yourself” w wykonaniu The Jackson 5[5].